# Wilhelm Lauche
Friedrich Wilhelm Georg Lauche ( Gartow, 21 de mayo de 1827 – 12 de septiembre de 1883 ) fue un agrónomo, horticultor, pteridólogo, dendrólogo, y pomólogo alemán .

## Carrera en Horticultura
Lauche era hijo de un jardinero palaciego, del Conde de Bernstorff en Gartow, y muy pronto se familiarizó con los viveros. Recibió además entrenamiento horticultural en el parque del Castillo Ludwigslust y los profundizó en varias plazas como Erfurt, Hannover, y Potsdam. Lauche pasó cinco años en viveros de plantaciones cerca de Potsdam, hasta que fundó su propia huerta.
Debido a su reputación, en 1869 fue transferido como supervisor real de jardines con el manejo técnico de la Escuela Real de Jardinería y Viveros (Königlichen Landesbaumschule und Gärtner-Lehranstalt) de Potsdam, que está estrechamente vinculada con su nombre. De 1877 a 1879 era director de manejo de la Sociedad Alemana de Pomología (Deutsche Pomologenverein).
Modelos de frutos que realizó en un "Gabinete pomológico" aún se pueden observar en las colecciones del "Museo Alemán de Horticultura", de Erfurt.

## Obra

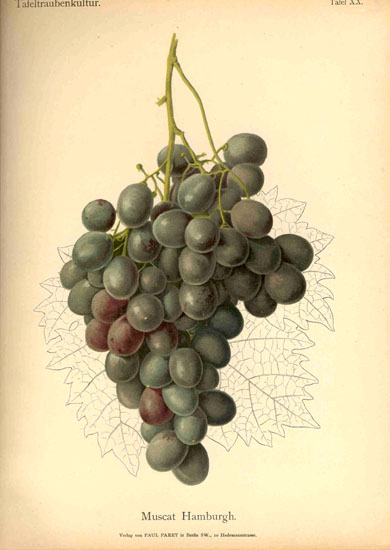
Cromolitografía de uvas Muscat Hamburgh en Handbuch der Tafeltraubenkultur (Manual de Cultivo de Uva de Mesa).

- Deutsche Pomologie, Berlín 1879 – 1884, 6 secciones, 300 ilustraciones color[2]
- Deutsche Dendrologie, Berlín 1880
- Handbuch des Obstbaues, Berlín 1881
- Supplement to Eduard Lucas & Johann Georg Conrad Oberdieck, Illustriertes Handbuch der Obstkunde (Manual Ilustrado de Frutas Demandadas) Parey, Berlín 1883
- Rudolf Goethe & Wilhelm Lauche: Handbuch der Tafeltraubenkultur. Berlín, Paul Parey, 1895. (Producido después de su muerte, este libro utiliza sus ilustraciones de las uvas, uno de los cuales se muestra a la derecha.)

## Honores

### Eponimia
En su honor se nombraron tres híbridos de la familia de las asfodeláceas:
- Aloe × lauchei Radl 1896
- Gasteria × lauchei (Radl) A.Berger 1908
- × Gastrolea lauchei (Radl) Uitewaal 1949
- La abreviatura «Lauche» se emplea para indicar a Wilhelm Lauche como autoridad en la descripción y clasificación científica de los vegetales.[3]